# Балухарь
Балухарь (бур. Буланхайр) — деревня в Черемховском районе Иркутской области России. Входит в состав Каменно-Ангарского муниципального образования. Находится примерно в 16 км к северо-востоку от районного центра.

## Топонимика
Название Балухарь, возможно, происходит от бурятского буланхайр — муть, грязь, ил, тина (то есть, болото).

## История
Населённый пункт Балухар основан в 1820 году как заимка выходцем с Украины Кириллом Иченко. Позже к нему присоединились переселенцы из Пензы, Тамбова, Забайкальского края, многие были зажиточными крестьянами. Согласно переписи населения СССР 1926 года заимка, где насчитывалось 23 двора, 159 жителей (80 мужчин и 79 женщин). На 1929 год населённый пункт входил в состав Бейтоновского сельсовета с центром в селе Бейтоново, ныне затопленном в результате строительством плотины Братской ГЭС и затоплением котловины Братского водохранилища. В связи с затоплением села Бейтоново и других населённых пунктов часть их жителей переселились в Балухарь. В связи с этим в населённом пункте был образован колхоз имени Ленина, позже переименованный в «Путь к коммунизму». Через некоторое время он был реорганизован в откормочный совхоз, в 1970-е годы перенесённый в село Каменно-Ангарск.

## Экономика и инфраструктура
В деревне функционируют школа, клуб, ФАП, магазины. Большинство жителей ведут подсобное хозяйство, также работают несколько фермерских хозяйств.

## Население
| 2002 | 2010 | 2011 | 2012 |
| ---- | ---- | ---- | ---- |
| 179  | ↘162 | ↘161 | →161 |